# 관용명
관용명이란 IUPAC 명명법으로 계통적으로 지어진 이름이 아닌 화합물의 명칭이다. 보통 화합물을 발견하거나 발명한 사람이 이름을 짓는다. 상품의 경우는 관용명 대신 등록상표가 붙는 경우도 있는데 이도 관용명으로 분류한다.
오래된 관용명 (1940년대 이전) 가운데 IUPAC 명명규칙으로 조직 이름이 취급되는 경우도 있으나 최근 지어진 화합물은 관용명과 조직 이름이 다르다.
천연물의 경우 분자량이 크기 때문에 조직명이 너무 길어져 관용명으로 대신 쓰는 경우도 있다.

## 같이 보기
- IUPAC 명명법